# Бертран де Дё
Бертра́н де Дё (фр. Bertrand de Deux), также Бертра́н де Део́ (Bertrand de Déaulx), Бертра́н де До (Bertrand de Deaux) и Бертра́н де Деу́цио (лат. Bertrandus de Deucio; конец XIII века, современный департамент Гар, Франция — 21 октября 1355, Авиньон, ныне департамент Воклюз, Франция) — католический религиозный деятель, епископ амбрёнский, кардинал-епископ сабинский, легат римских пап Бенедикта XII и Климента VI.

## Биография
Родился в неустановленную дату в конце XIII века на юге современной Франции, в современном департаменте Гар, в ныне не существующем населённом пункте, название которого в различных источниках пишется как Дё (фр. Deux), Део́ (Déaulx) или До (Deaux), и который располагался по одним данным вблизи современного Блозака, по другим — вблизи современного Везенобра. C 1319 года — приходской священник. С 5 сентября 1323 года и до 1329 года (по другим данным — до 18 декабря 1338 года) — епископ Амбрёна. С 18 августа 1326 года в этом качестве принимал участие в Авиньонском соборе. За время своего епископства проявил себя как умелый переговорщик, проведя в жизнь несколько поручений по примирению конфликтовавших по различным поводам сторон. Это его умение было замечено папой Иоанном XXII,  в связи с чем с октября 1333 года выполнял ряд его особых поручений в Италии. Так, 9 октября этого года Бертран выступал посредником между кардиналом Бертраном дю Пюже и сеньорами Папской области, а 17 октября ему была поручена разработка реформ папского государства. Однако, из-за недавнего поражения папского союзника Иоганна Люксембургского при Ферраре в апреле 1333 года, реформа была неосуществимой и Бертран даже не пытался её проводить. Вместо этого он отправился в Венецию, где попытался заключить соглашение с венецианцами и византийцами.
После избрания на папский престол Бенедикта XII в конце 1334 года, обладавшего куда бо́льшей политической гибкостью, чем его предшественник, продолжил выступать с многочисленными политическими миссиями от имени папы — прежде всего на Апеннинском полуострове. Благодаря усилиям Бертана де Дё в 1335—1336 годах многие итальянские города подписали с папским престолом особые «конституции», определявшие их взаимоотношение с руководством Католической церкви. 10 апреля 1337 года был отозван из Италии в Авиньон, где в то время располагался папский престол, и был подвергнут суровой критике за свою законотворческую деятельность со стороны нескольких высокопоставленных служителей церкви. Однако папа был настолько доволен результатами деятельности Бертрана, что не только не отстранил его, но назначил кардиналом 18 декабря 1338 года, а 12 мая 1344 года следующий папа Климент VI назначил его своим легатом. С 1345 по 1347 годы в этом качестве находился в Неаполе, где занимался расследованием убийства принца Андрея Венгерского, однако проявил слабость и не предпринял достаточных усилий для наказания убийц, за что получил взыскание со стороны папы. 
Тем не менее 15 сентября и повторно 12 октября 1347 года получил от Климента VI новое важное задание — отправиться в Рим, власть в котором незадолго до этого захватил Кола ди Риенцо, и постараться добиться восстановления в городе власти папы. Бертран поехал в Рим, встретился с Колой ди Риенцо (который, по свидетельствам очевидцев, пришёл на эту встречу в камзоле, надетом поверх доспехов), но не смог ни о чём с ним договориться, и покинул город. Вернулся в Рим лишь 15 декабря, когда режим Колы ди Риенцо пал без участия Бертрана де Дё. В 1348 году предпринял ряд попыток по прекращению разразившейся на Апеннинах войны и по защите папских владений и гвельфских городов — встречался с королём Людовиком Венгерским и с кондотьером Вернером Урслингеном, но вновь безрезультатно, так что папа вновь жаловался на пассивность Бертрана. 4 ноября 1348 года вернулся в Авиньон, а 17 ноября был избран кардиналом-епископом сабинским. В марте 1353 года был включён в состав комиссии по пересмотру старинных обвинений семьи Висконти в ереси. В сентябре того же года ему была поручена новая миссия в Португалии, однако выполнить её не успел, поскольку скончался в Авиньоне 21 октября 1355 года.